# Jean-Louis Léonard
Pour les articles homonymes, voir Léonard.
Jean-Louis Léonard est un homme politique français, né le 24 juillet 1950 à Besançon (Doubs). Il est membre des Républicains après avoir appartenu à l'UMP et au RPR.

## Biographie
Ingénieur de profession, il fait son entrée en politique à l'occasion des élections municipales de 1983 ; à l'âge de 32 ans, il devient adjoint au maire de Châtelaillon-Plage. À la suite du décès de Paul Michaud, il devient le maire de cette commune en 1984. Il est réélu à ce poste en 1989.
Lors des élections législatives de 1993, il profite de la « vague bleue » pour battre Michel Crépeau, l'inamovible député de la première circonscription de la Charente-Maritime élu sans discontinuité depuis 1973. Au cours de la Xe législature, il siège au sein du groupe Rassemblement pour la République.
Lors des élections municipales de 1995, il tente de ravir la mairie de La Rochelle au radical de gauche Michel Crépeau, fort de son succès aux législatives. Sa liste est laminée dès le premier tour avec seulement 29,0 % contre 58,0 % à la liste d'union de la gauche de Michel Crépeau. À la suite de cet échec retentissant, il démissionne du conseil municipal de La Rochelle en 1996 pour retrouver son siège de maire de Châtelaillon-Plage. Il est réélu pour un quatrième mandat en 2001.
À la suite de son échec aux municipales, il choisit de ne pas se présenter lors des élections législatives de 1997 qui sont marquées par le retour à l'Assemblée nationale de Michel Crépeau. Pour les élections législatives de 2002, il se présente dans la deuxième circonscription de la Charente-Maritime dont dépend sa commune de Châtelaillon-Plage. Il permet à la droite de reprendre cette circonscription passée à gauche en 1997 en battant, le 16 juin 2002, le conseiller général socialiste André Bonnin avec 53,55 % des suffrages. Au cours de la XIIe législature, il siège au sein du groupe Union pour un mouvement populaire et est membre de la commission de la défense. Il préside également le groupe d'amitiés avec la Pologne. Il est réélu de justesse le 17 juin 2007 en battant de 220 voix le socialiste André Bonnin. Au cours de la XIIIe législature, il est membre de la commission des affaires économiques, de l'environnement et du territoire.
Il a d'autre part été élu conseiller général du canton d'Aytré lors des élections cantonales de 1988 en prenant la succession de Léon Belly. En 1994, il devient vice-président du Conseil général de la Charente-Maritime. Il occupera ce poste jusqu'en 2002, date à laquelle il devra démissionner pour cause de cumul des mandats. C'est son adjoint à la mairie, Stéphane Villain, qui représente ensuite le canton à l'assemblée départementale.
En 2012, à la suite de la victoire de François Hollande et lors des élections législatives du 10 et 17 juin, il perd son siège de député de la 2e circonscription de la Charente-Maritime avec seulement 47,01 % des voix, au profit de Suzanne Tallard membre du Parti Socialiste qui obtient 52,99 % des voix.

## Loi relative aux habitats légers de loisirs et à l’hébergement de plein air
En 2011, il est rapporteur de la loi relative aux habitats légers de loisirs et à l’hébergement de plein air, à laquelle il propose un amendement visant à « exiger des personnes qui louent un mobile-home pour une durée supérieure à trois mois qu’elles produisent un justificatif de domicile de leur résidence principale. » Cet amendement vise à empêcher les personnes et familles en situation précaire de s'installer dans des campings : « [...] le texte permettrait de prévenir d'éventuelles dérives liées à la sédentarisation (...) » (ibid.).
Selon le collectif Uniopss, cette loi « risque de jeter à la rue les milliers de familles contraintes de vivre à l'année sur un terrain de camping [...], désormais, on pourrait expulser les plus pauvres de leur campement au bout de trois mois ! Et cela même en plein hiver ! »
La loi a été adoptée à l'unanimité par l'Assemblée.

## Mandats
Député
- 02/04/1993 - 21/04/1997 : député de la première circonscription de la Charente-Maritime
- 19/06/2002 - 19/06/2007 : député de la deuxième circonscription de la Charente-Maritime
- 20/06/2007 - 19/06/2012 : député de la deuxième circonscription de la Charente-Maritime

Conseiller général
- 03/10/1988 - 27/03/1994 : membre du Conseil général de la Charente-Maritime, élu dans le canton d'Aytré
- 28/03/1994 - 18/03/2001 : vice-président du Conseil général de la Charente-Maritime
- 19/03/2001 - 24/08/2002 : vice-président du Conseil général de la Charente-Maritime

Conseiller municipal / Maire
- 14/03/1983 - 16/12/1984 : adjoint au maire de Châtelaillon-Plage (Charente-Maritime)
- 17/12/1984 - 19/03/1989 : maire de Châtelaillon-Plage
- 20/03/1989 - 18/06/1995 : maire de Châtelaillon-Plage
- 18/06/1995 - 15/10/1996 : conseiller municipal de La Rochelle
- 21/11/1996 - 28/06/2020 : maire de Châtelaillon-Plage

Communauté d'agglomération
- 16e vice-président de la communauté d'agglomération de La Rochelle

## Décorations
- Chevalier de la Légion d'honneur Il est fait chevalier le 12 juillet 2013[5].